# 울산 분기점
울산 분기점(蔚山分岐點, Ulsan Junction, 울산JC)은 울산광역시 울주군 범서읍 천상리와 굴화리에 걸쳐 설치된 울산고속도로와 동해고속도로가 만나는 분기점이다.

## 연혁
- 1998년 5월 22일 : 울산광역시 도시계획시설 교통광장 제47호로 고시[1]
- 2002년 6월 22일 : 2005년 12월까지 분기점 개량으로 인해 울산광역시 도시계획시설 교통광장 수정으로 울산 분기점 고시[2]
- 2008년 12월 29일 : 동해고속도로 부산 ~ 울산 민자구간 개통과 함께 통행 개시[3]
- 2015년 12월 29일 : 동해고속도로 울산 ~ 남경주 구간 개통으로 분기점 선형 개량[4]

## 구조물 정보
이중 Y자형 입체 교차로이며,이와 같은 형태로는 춘천 분기점, 서울주 분기점이 있다.
- 위치: 울산광역시 울주군 범서읍 천상리, 굴화리

## 접속하는 노선

### 언양・범서방면
- 울산고속도로 (2번)

### 부산・영덕방면
- 동해고속도로 (7번)